# 达格尔芬站
达尔芬站（德語：S-Bahnhof Daglfing）是一座慕尼黑快铁8号线位于博根豪森的一座车站。